# Ruvuma (regija)
Ruvuma je regija u Tanzaniji. 
Dobila je ime po istoimenoj rijeci Ruvumu, koja tvori većinu južne granice Tanzanije s Mozambikom. Regija na sjeveru graniči s regijom Morogoro, na sjeveroistoku s regijom Lindi, na istoku s regijom Mtwara i na sjeverozapadu s regijom Iringa. Ruvuma ima mnogo različitih plemena, poput Mpotoa. Glavni grad je Songea.
Prema popisu iz 2002. bilo je 1,117.166 stanovnika.
Regionalna povjerenica regije je Monica Ngenzi Mbega, koja je prethodno bila članica tanzanijskog parlamenta.
Regija se administrativno dijeli u 5 okruga: Mbinga, Namtumbo, Songea (ruralni okrug), Songea (urbani okrug) i Tunduru.